# Pielach (Gemeinde Melk)
Pielach ist eine Ortschaft und eine Katastralgemeinde der Gemeinde Melk im Bezirk Melk in Niederösterreich.

## Geografie
Pielach liegt an der von dem Römern angelegten Limesstraße, die seitdem durchgehend benutzt wird und heute die Bundesstraße 1 darstellt. Beim Bau der Villa Thirmann kam 1906 ein römischer Grabstein zu Tage, der heute im Kreuzgang des Stifts Melk eingemauert ist.

## Geschichte
Pielach wurde in der Urkunde Confirmatio Ludovici Pii vom 28. Juni 823 als Pelagum erwähnt.
Laut Adressbuch von Österreich waren im Jahr 1938 in Pielach ein Bäcker, ein Bürsten- und Pinselerzeuger, Fleischer, ein Elektrogerätehersteller, zwei Gastwirte, zwei Gemischtwarenhändlerinnen, ein Schlosser, eine Schneiderin, ein Schuster, ein Viktualienhändler, ein Wagner und ein Zementwarenerzeuger ansässig.

## Schloss Pielach
Das Schloss in Pielach bildete einst das Zentrum der Grundherrschaft. Seine Geschichte reicht bis in die erste Hälfte des 12. Jahrhunderts zurück, als ein Ministeriale namens Reinmar 1147 vom Bischof von Troyes eine Kirche dem hl. Ägidius weihen ließ. Diese Kirche ist mit der Insel Wörth gleichzusetzen. Das später heimgefallene Schloss wurde in der Barockzeit zum Sommersitz für die Äbte und Mönche und in den 1870er Jahren an Alfons Maderna veräußert, der Luster herstellte und das Schloss mustergültig ausstattete.

## Öffentliche Einrichtungen
In Pielach gibt es einen Kindergarten.

## Persönlichkeiten
- Franz Hartl, (1872–1929), Bundesbahn-Assistent, Politiker und Mitglied des Bundesrates